# Felix Uduokhai
Ohis Felix Uduokhai, né le 9 septembre 1997 à Annaberg-Buchholz (Allemagne), est un footballeur germano-nigérian, qui évolue au poste de défenseur central au Beşiktaş JK, en prêt du FC Augsbourg.

## Biographie

### Jeunesse
Felix Uduokhai naît à Annaberg-Buchholz, en Saxe (Allemagne). Son père est nigérian et sa mère est allemande.

### Carrière en club
Il joue son premier match avec le VfL Wolfsburg, qui s'avère être également son premier en Bundesliga, le 19 août 2017 contre le Borussia Dortmund, en étant titulaire (défaite 3-0 à la Volkswagen-Arena).
Il marque son premier but avec les Wolfe le 22 octobre 2017, contre le 1899 Hoffenheim en toute fin de match, ce qui permet au Wolfsburg d'arracher le match nul sur le score de 1-1 à domicile. Ce match entre dans le cadre du championnat allemand 2017-2018.
Le 28 août 2019, il est prêté pour une saison au FC Augsbourg. Le montant du prêt est estimé à 2,5 millions d'euros.
Le 4 juin 2020, Augsbourg décide de lever son option d’achat estimée à 9 millions d'euros et Uduokhai s'engage pour quatre saisons en faveur du club augsbourgeois. Cela fait d'Uduokhai la recrue la plus chère de l'histoire du FC Augsbourg.

### Carrière en sélection
Il joue son premier match avec l'équipe d'Allemagne des moins de 19 ans le 13 novembre 2015 contre la Suède en amical (victoire 3-0 au Hermann-Neuberger-Stadion).
Felix joue son premier match avec l'équipe d'Allemagne des moins de 20 ans le 1er septembre 2016 contre l'Italie dans le cadre du tournoi des quatre nations des moins de 20 ans (défaite 1-0 au Stadion Lohmühle). Il commence la rencontre comme titulaire, en étant remplacé à la 64e minute de jeu par Lars Dietz.